# Arbeitergasse (Wien)
Die Arbeitergasse ist eine Straße im 5. Wiener Gemeindebezirk Margareten.
Sie wurde nach 1871 angelegt und indirekt nach den Arbeiterwohnhäusern Carolinum benannt, die auch die ersten Häuser an der Straße waren (siehe entsprechender Abschnitt). Sie bildet eine Hauptachse des zu dieser Zeit rasterförmig angelegten Stadtviertels südlich der Margaretenstraße und wurde um 1900 zum Bacherplatz verlängert. Sie endet am Margaretengürtel, der Straßenzug setzt sich in Meidling als Steinbauergasse fort. Auf etwa halber Strecke wird sie vom Einsiedlerplatz unterbrochen.

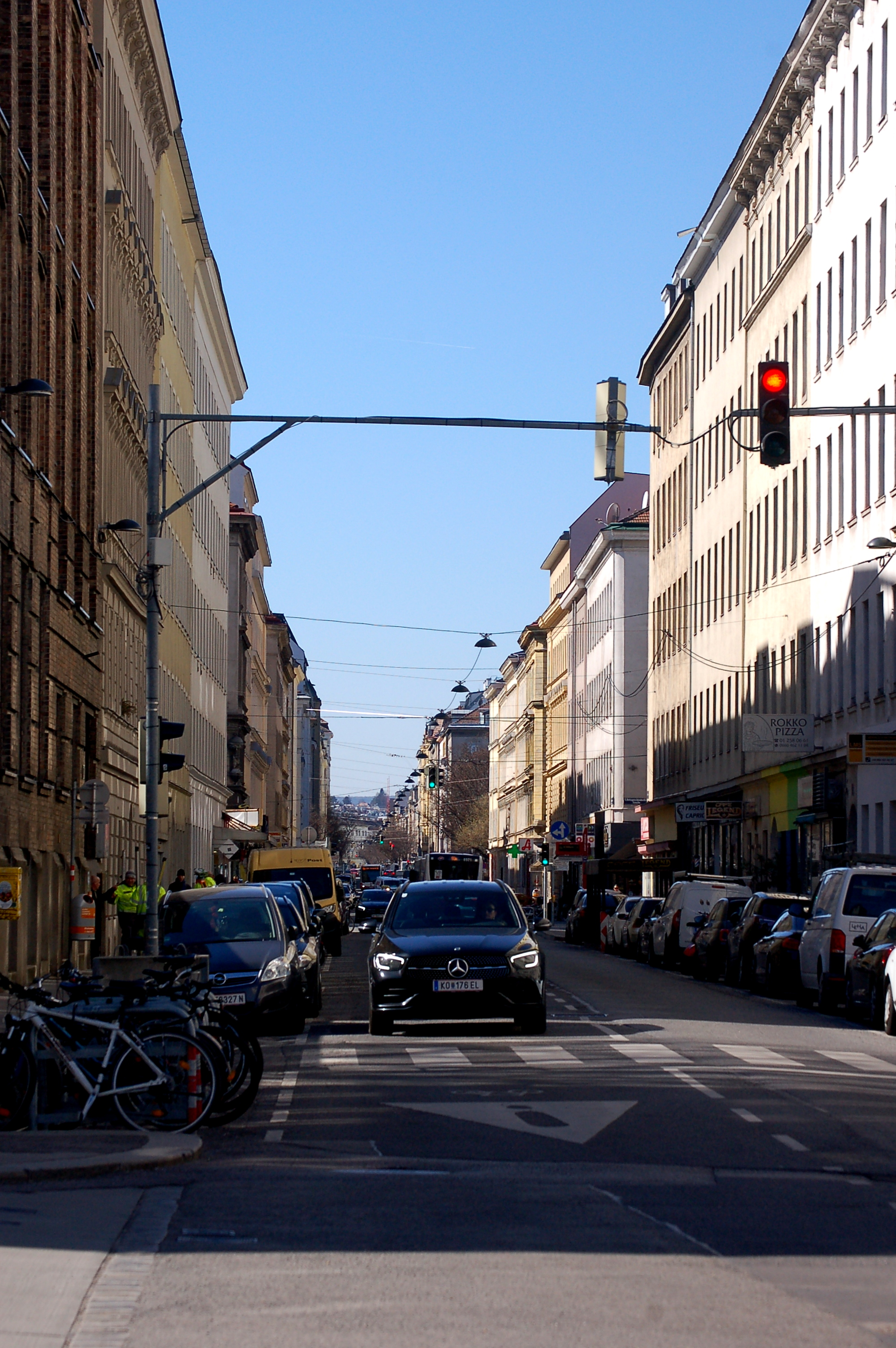
Beginn am Bacherplatz
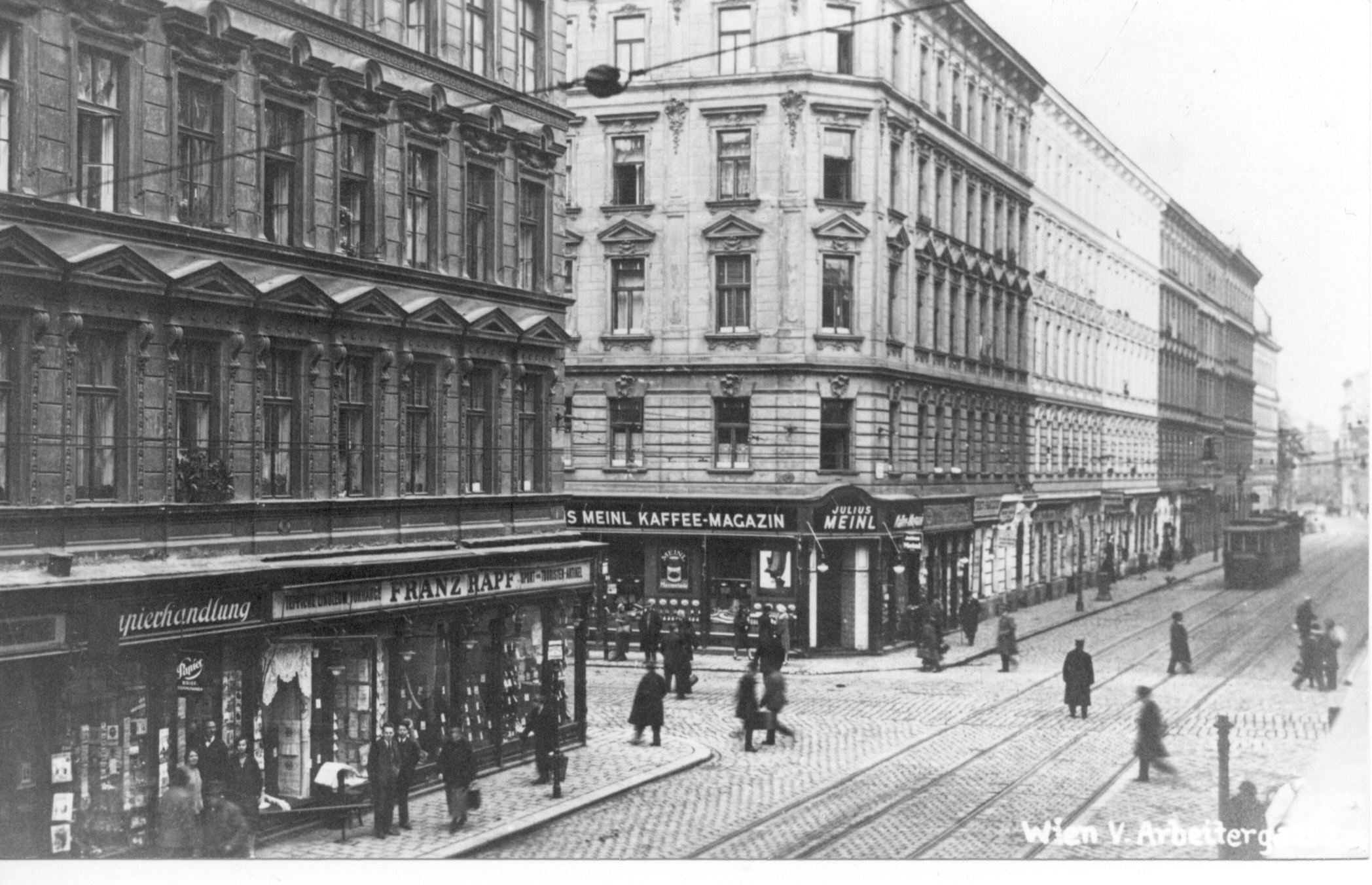
Ecke Reinprechtsdorfer Straße, Blickrichtung stadteinwärts; ca. 1930er Jahre
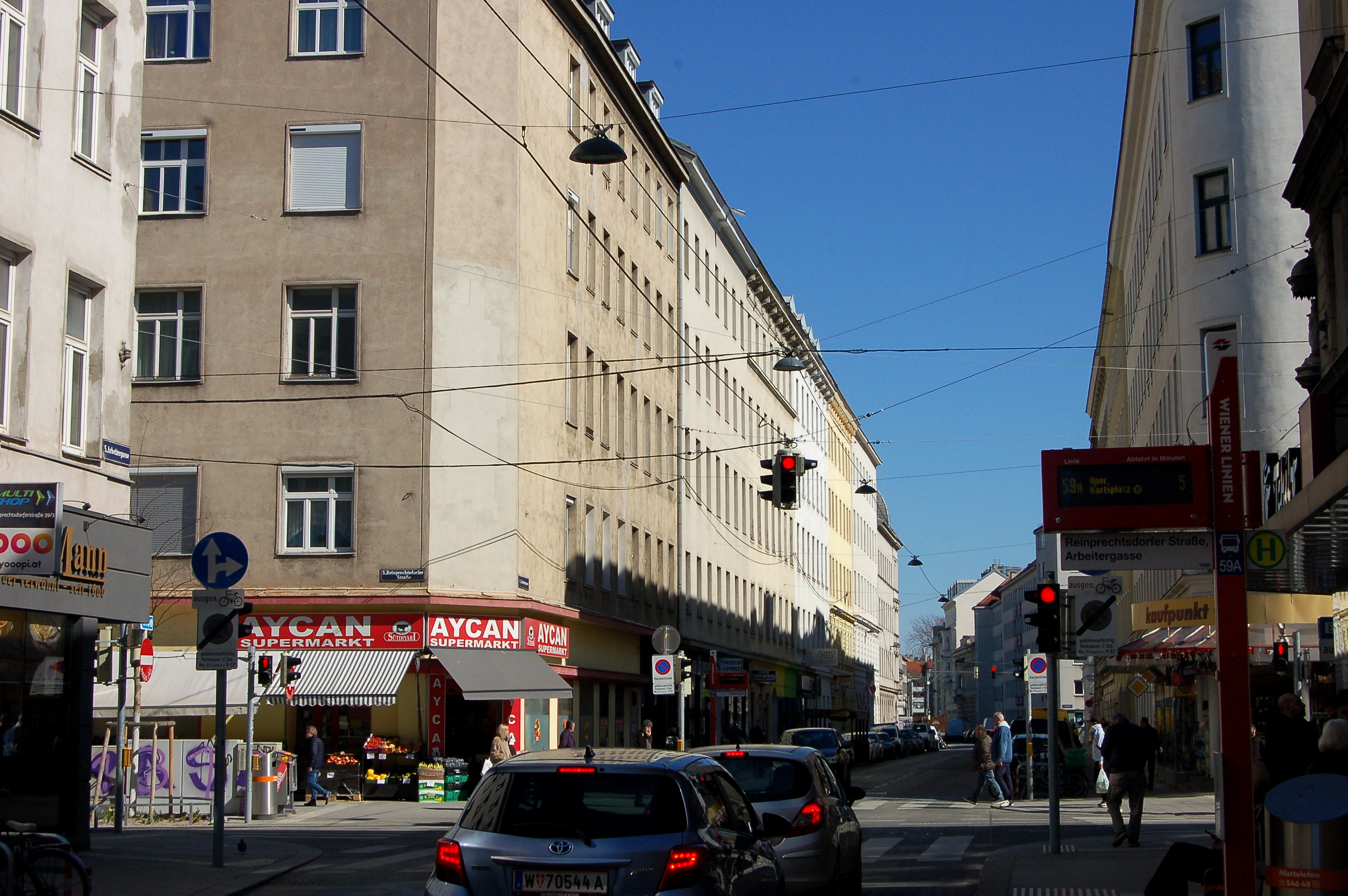
Gleiche Blickrichtung, 2025
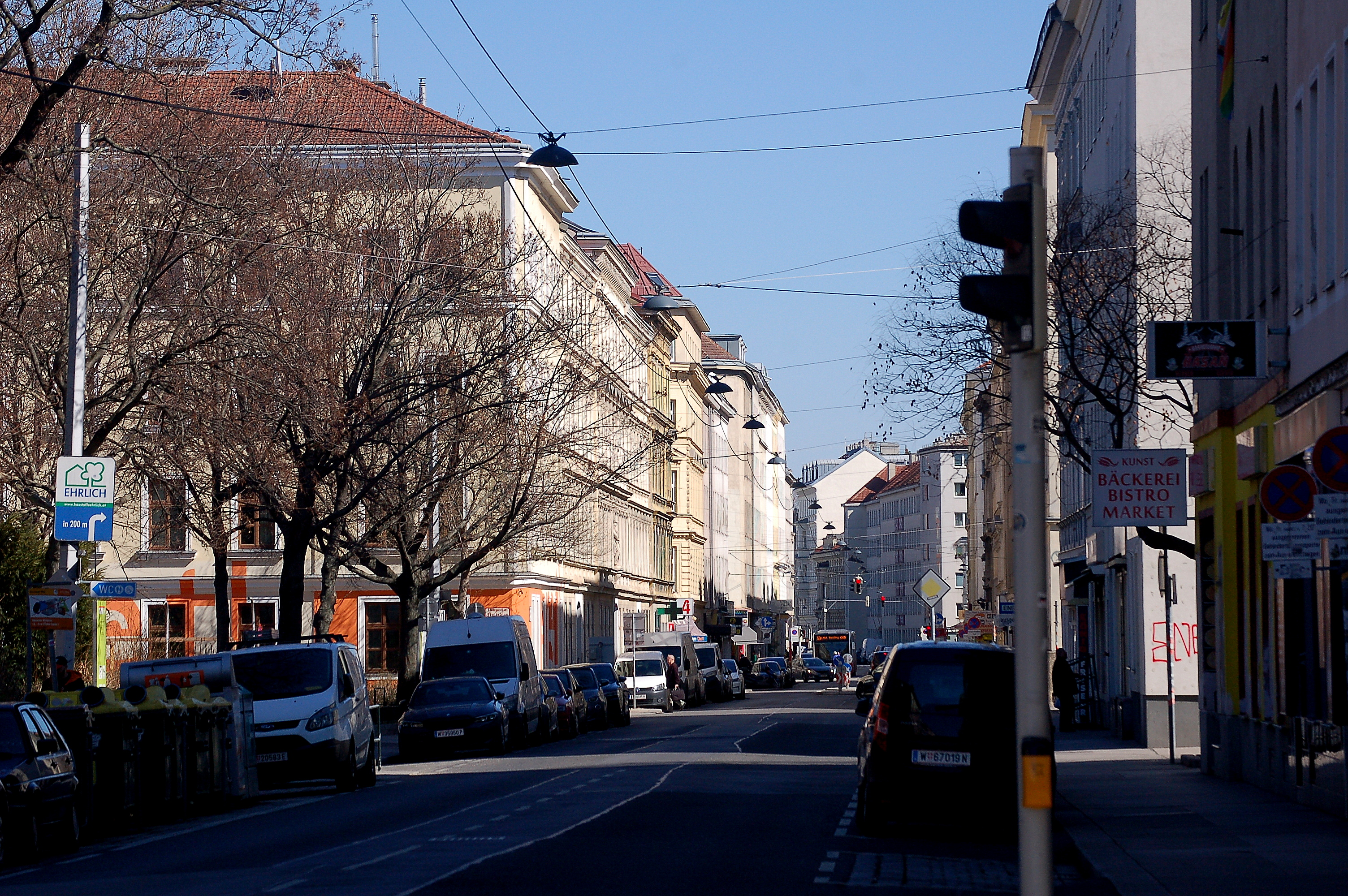
Arbeitergasse vom Einsiedlerplatz stadteinwärts …
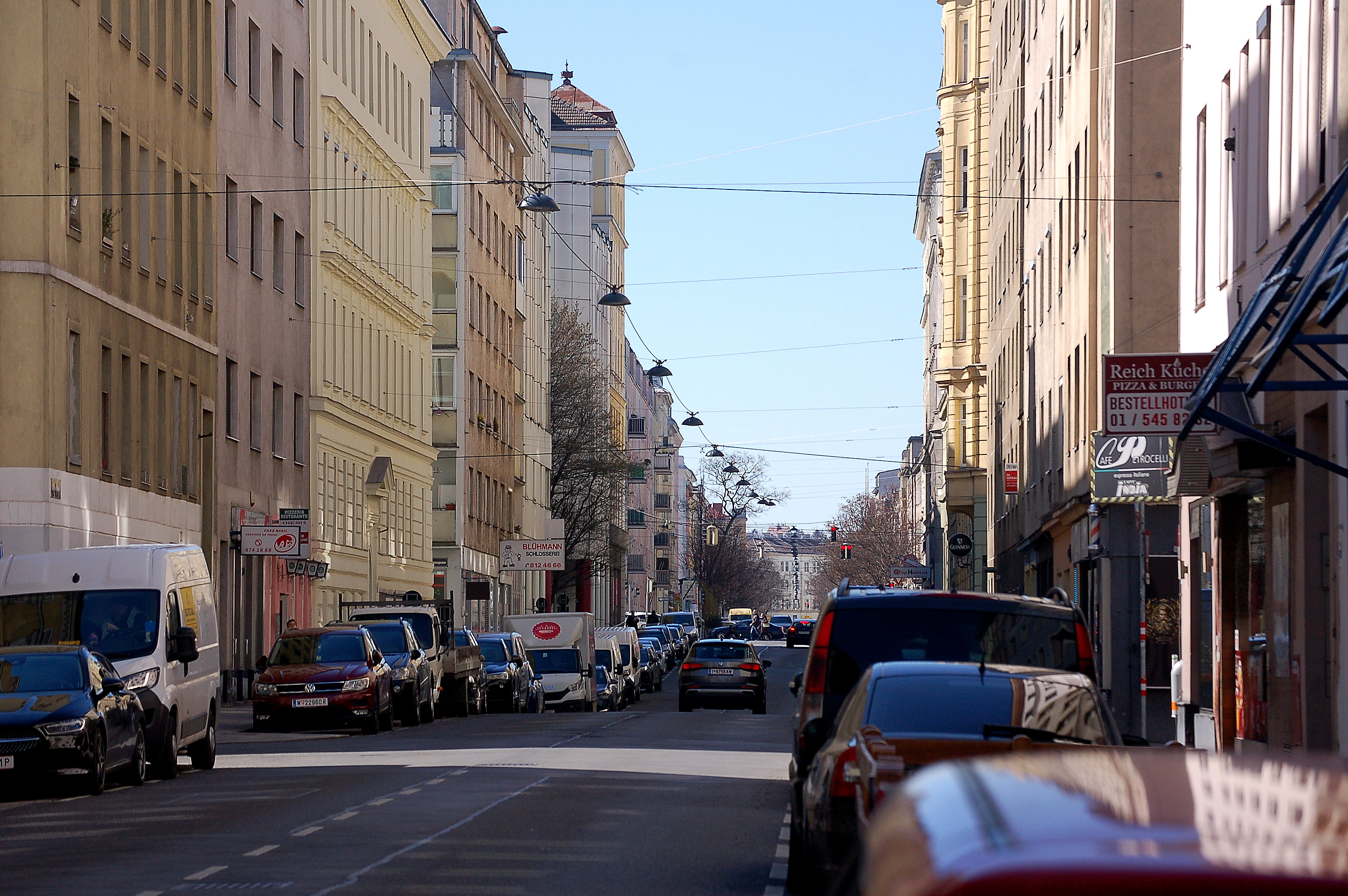
… und vom Einsiedlerplatz stadtauswärts
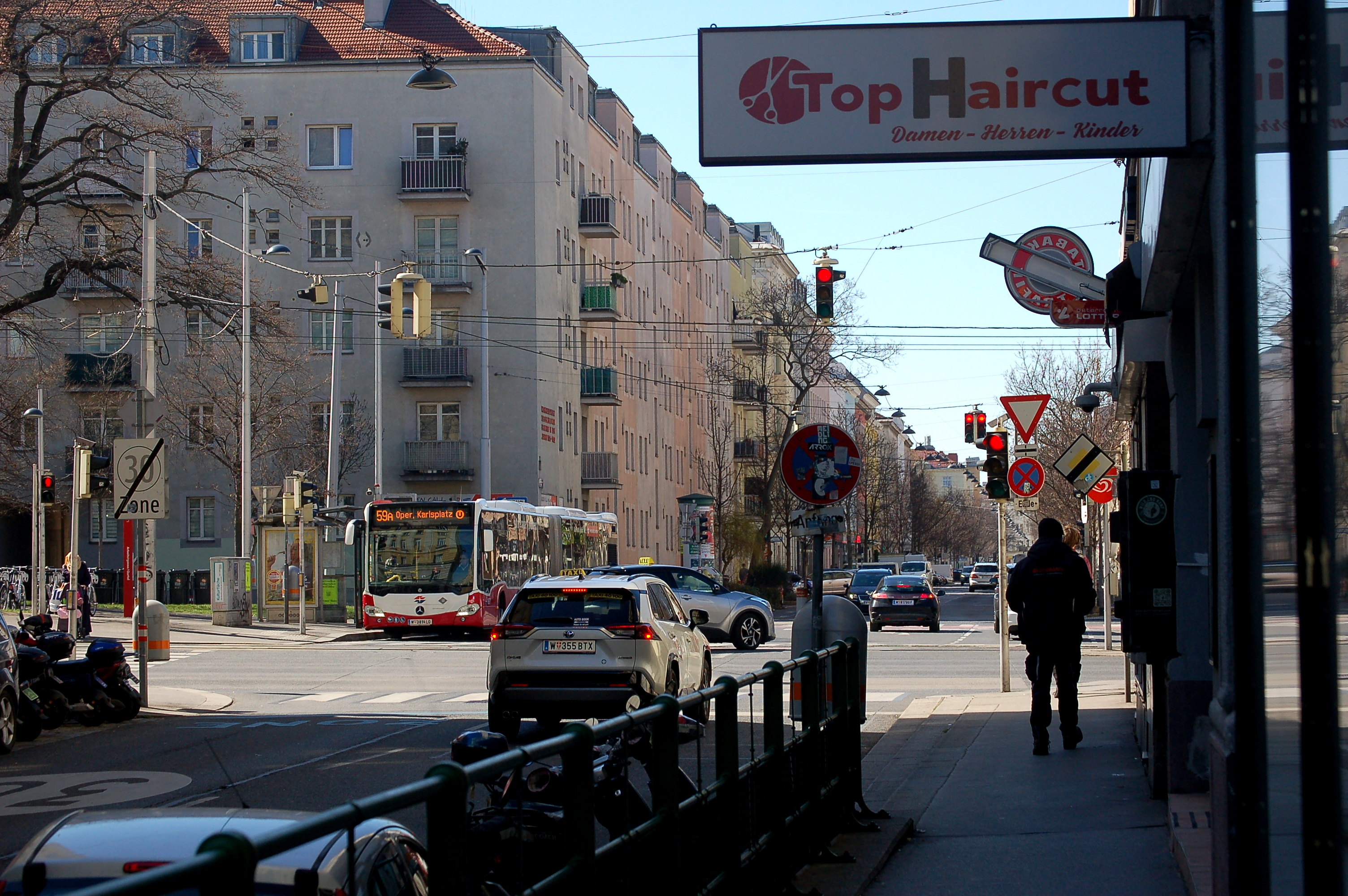
Nahe dem Margaretengürtel
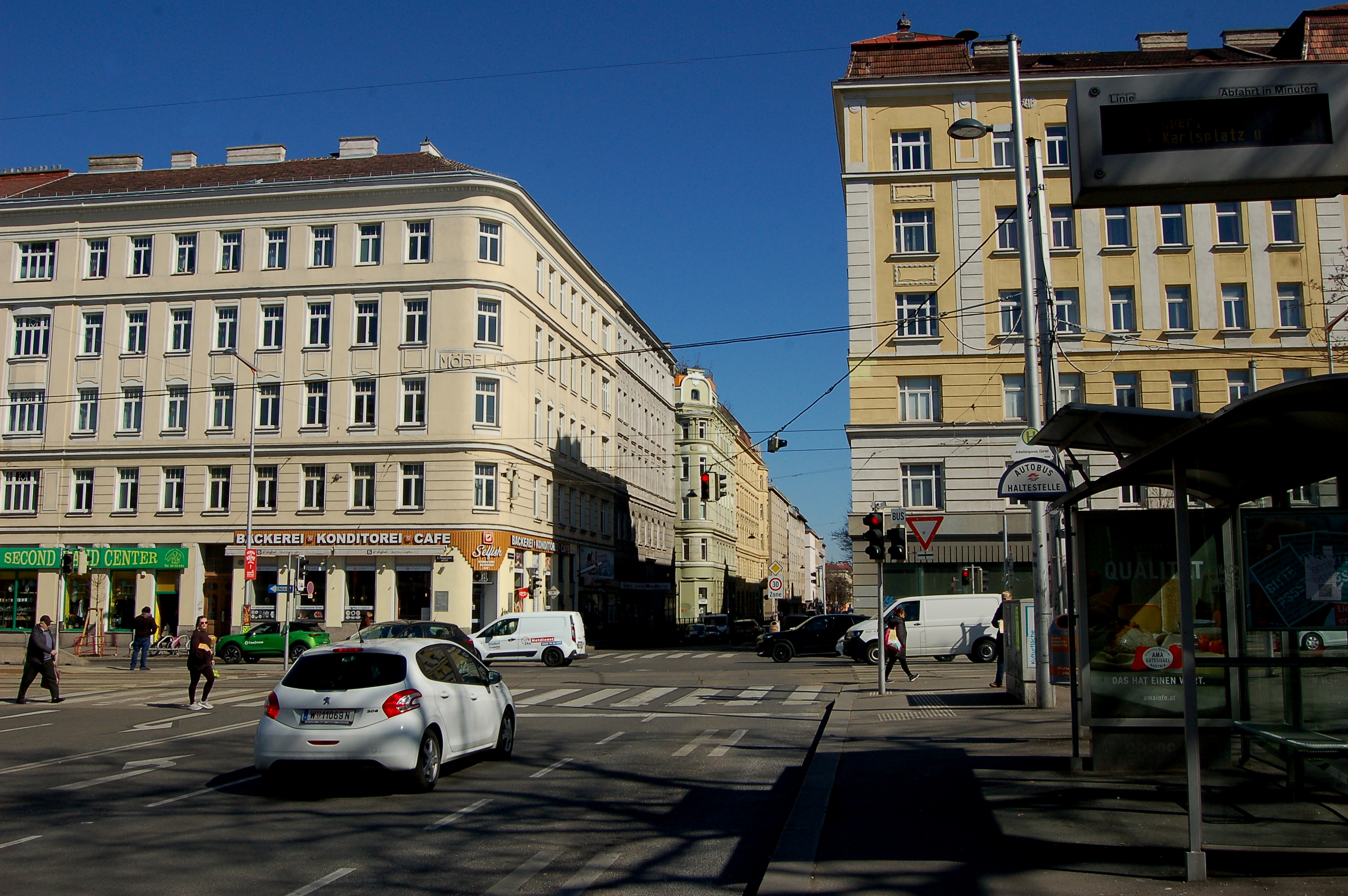
Ende am Margaretengürtel

## Verkehr

### Individualverkehr
Die Arbeitergasse stellt eine Verbindung vom 5. zum 12. Bezirk her. Sie ist daher als Hauptstraße A eingestuft. Über die ganze Länge besteht eine Geschwindigkeitsbeschränkung auf 30 km/h. Es gibt keine gesonderten Anlagen (Radwege, Mehrzweckstreifen etc.) für den Fahrradverkehr.

### Öffentlicher Verkehr
Die Arbeitergasse wird auf ihrer ganzen Strecke von einer Buslinie (59A) durchfahren. Sie ersetzt hier (zuerst mit anderer Linienbezeichnung) die bis 1960 verkehrende Straßenbahnlinie 61.

## Gebäude
Dem Zeitpunkt der Anlage entsprechend besteht die Arbeitergasse – soweit nicht von späteren Bauten ersetzt – vorwiegend aus streng- und späthistoristischen Gebäuden. Letztere befinden sich in der Nähe des Gürtels und stammen aus der Zeit der Demolierung der Linie in den 1890ern. Noch im Zustand der 1870er bzw. 1880er-Jahren befinden sich beispielsweise eines der Eckhäuser zur Reinprechtsdorfer Straße (Nr. 15, Franz Weese, 1885) und zwei Eckhäuser zur Kohlgasse (Nr. 19, 1888 und Nr. 20, 1875).

### Nr. 1–7: Druckereigebäude
Das aus zwei Flügeln bestehende Druckereigebäude im Sichtziegelstil mit Ständergliederung und Eisensprossenfenstern ist der einzige Industriebau in der Straße. Es wurde 1903/04 von Leopold Simony zusammen mit Karl Stiegler für das Verlags und Druckereihaus Anton Schroll erbaut, das später im Betrieb Christoph Reisser’s Söhne aufging. Der Bau wurde um das Eckhaus zur Spengergasse geführt, das seinerseits ein palaisartiges Wohnhaus mit Walmdach ist, das 1873 von Carl Friedrich Gröger erbaut wurde und in weiterer Folge als Verwaltungsgebäude für die Druckerei adaptiert wurde. 1937–1939 entwarf Josef Hoffmann eine Einrichtung, die zum Teil noch erhalten ist.

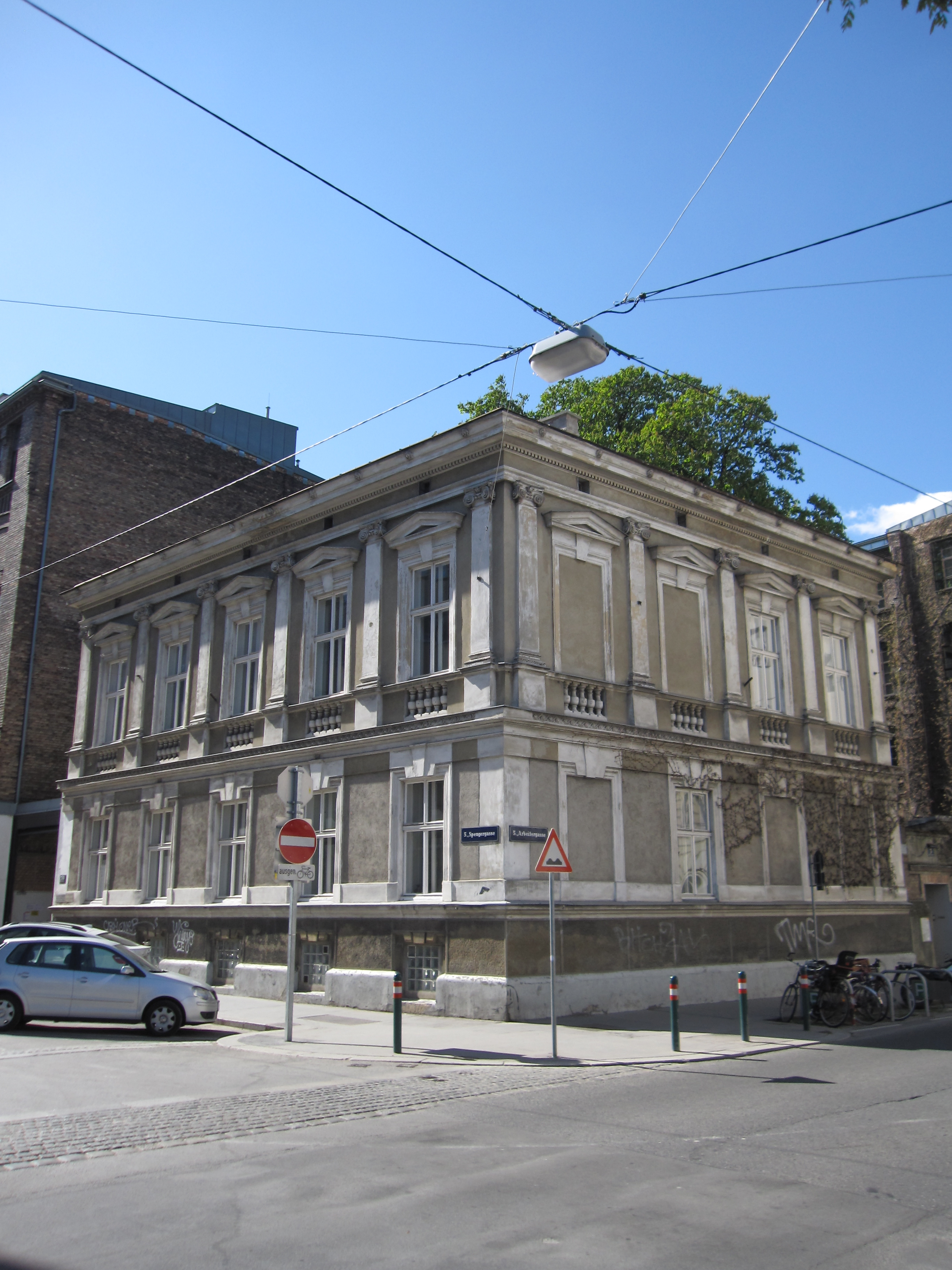
Das Verwaltungsgebäude (2009)
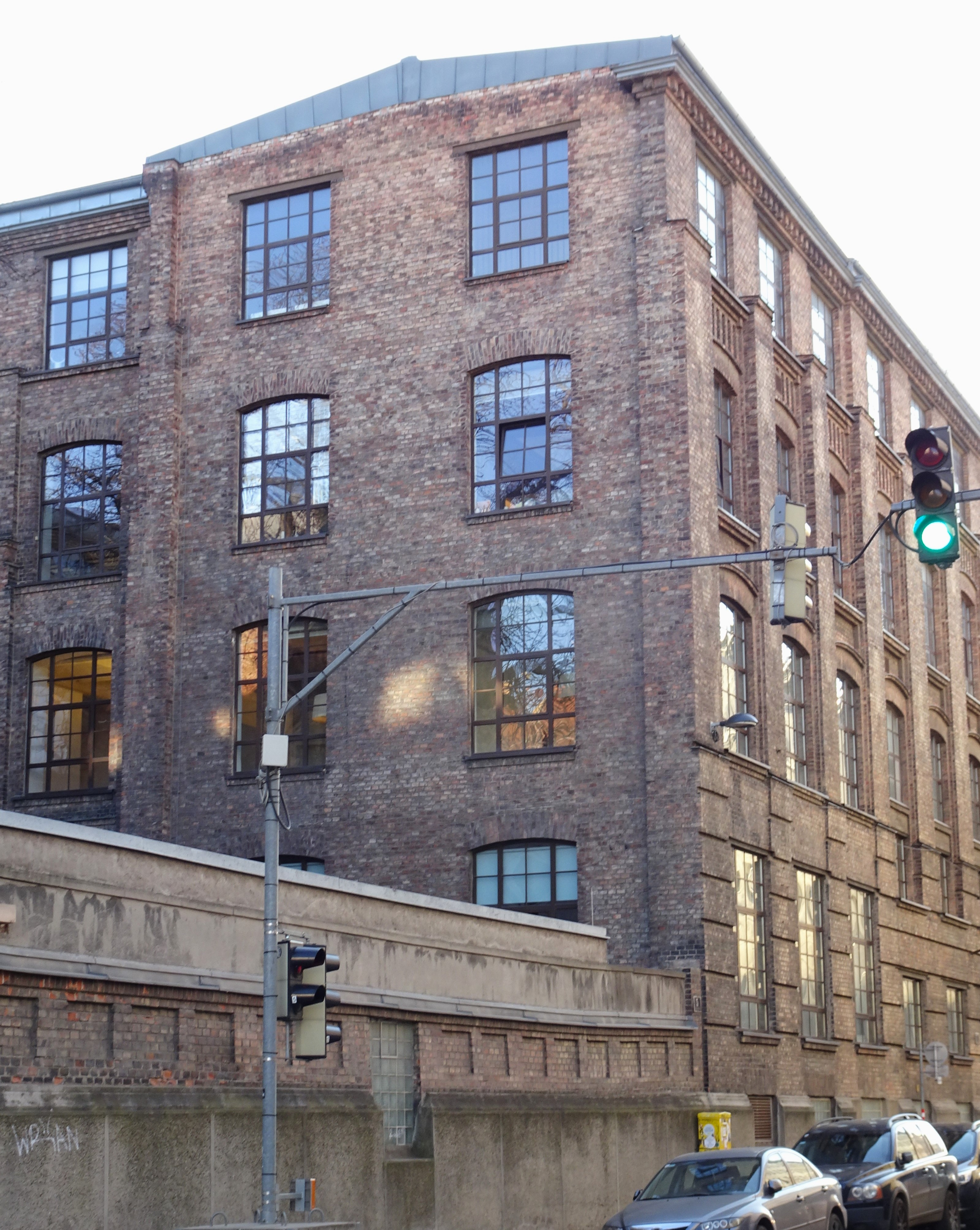
Das Druckereigebäude auf Nr. 7 (2025)
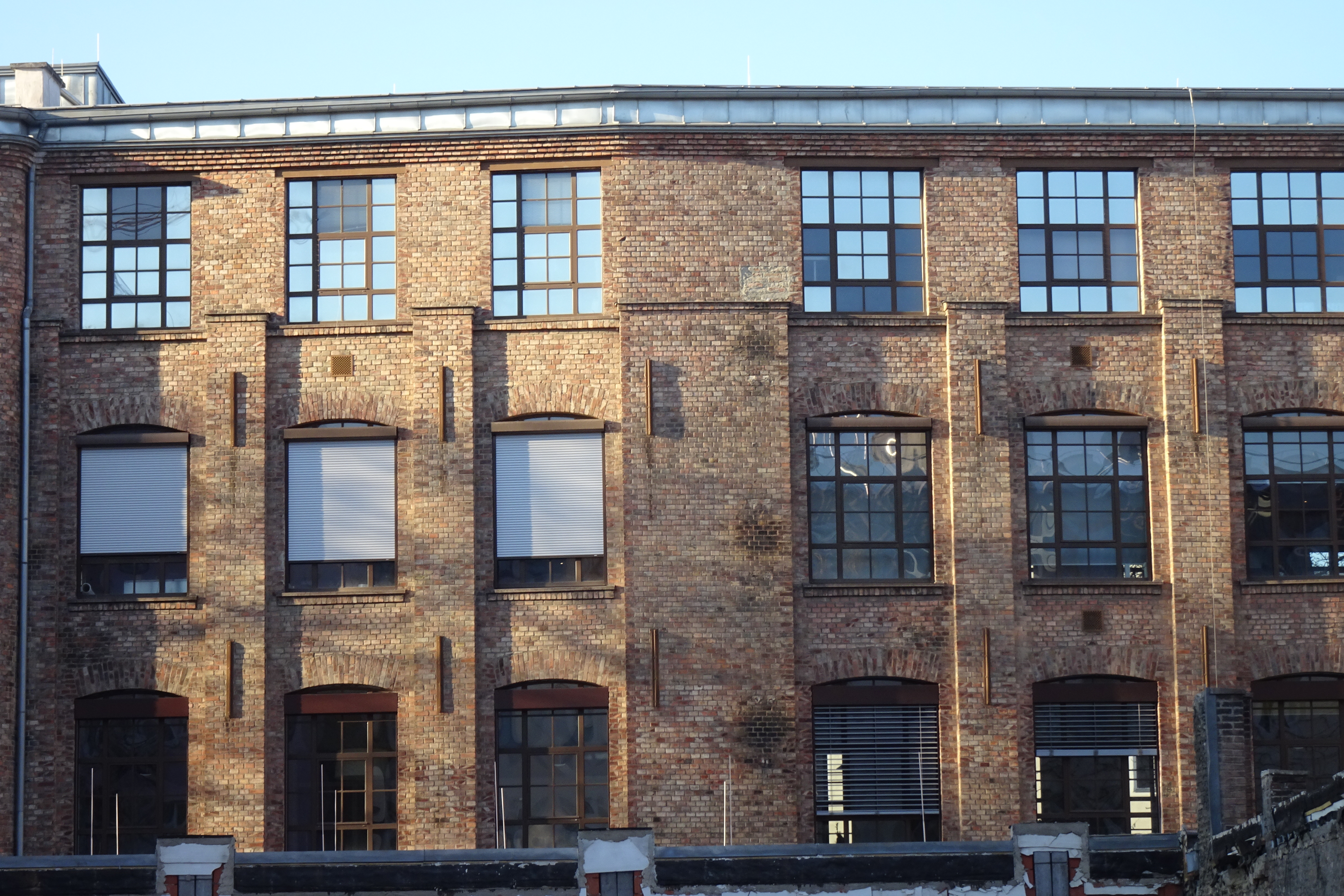
Das Druckereigebäude durch eine Baulücke für die U5 in der Siebenbrunnengasse gesehen (2025)

### Nr. 9
An das Druckereigebäude schließt ein späthistoristisches Zinshaus mit additiver Fassadengliederung an, das 1893 von Josef Fichtiger erbaut wurde.

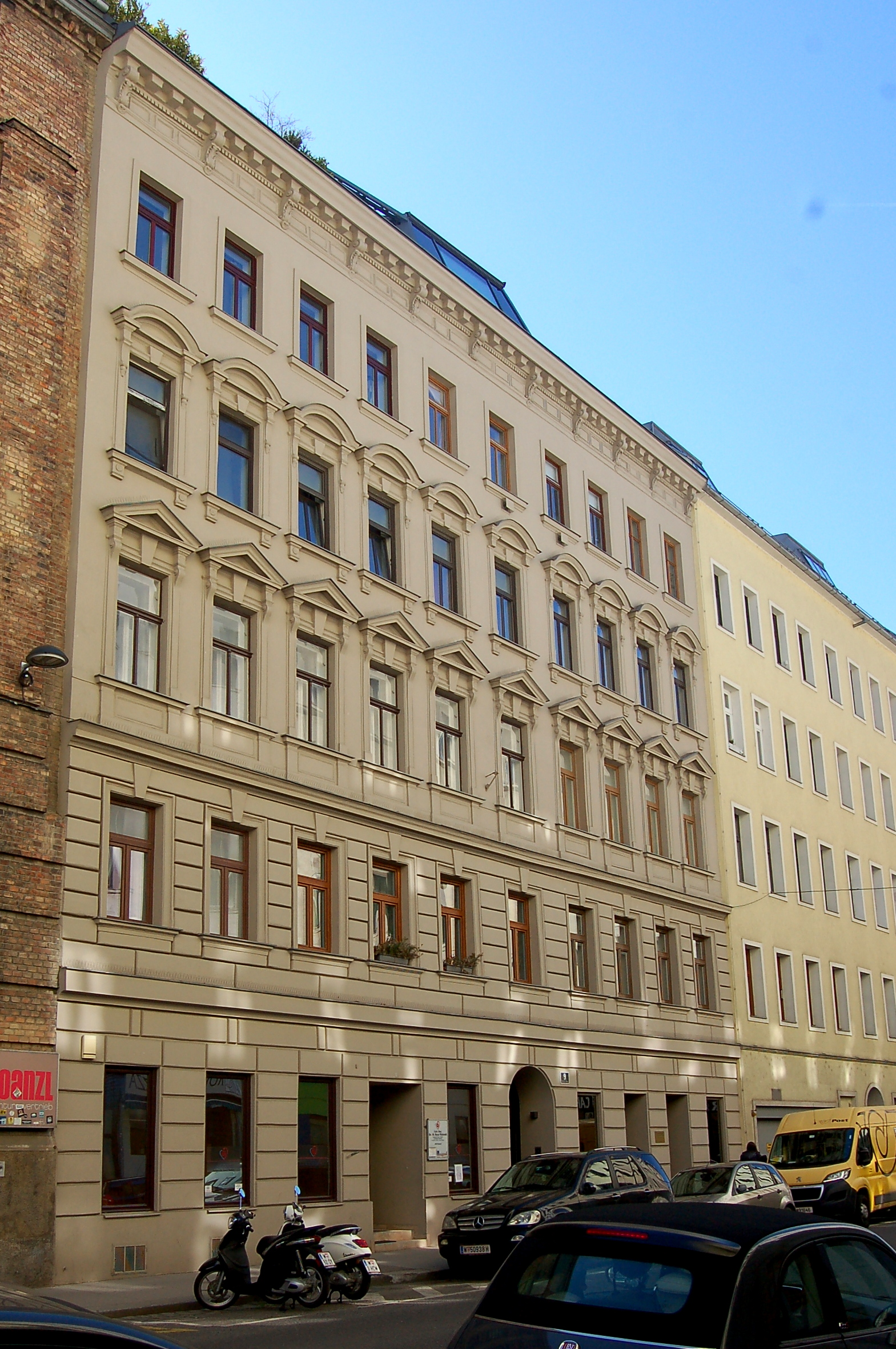
Zinshaus Arbeitergasse 9

### Carolinum
Eine Sonderstellung nehmen fünf Häuser auf der geraden Seite der Straße ein (Nrn. 22, 24, 26, 28 und 30). Sie wurden 1871 als erste Gebäude in der Gegend von Johann Friedl erbaut. Diese fünf Häuser bildeten ursprünglich eine Wohnhausanlage mit 110 Wohneinheiten, die vom karitativen Maria-Elisabeth-Verein für freiwillige Armenpflege errichtet und nach der als Wohltäterin sehr aktiven Ex-Kaiserin Karoline benannt wurde. Die Wohnungen wurden an Arbeiterfamilien zu einem besonders niedrigen Zins vermietet, dies gab der ganzen Straße ihren Namen. Es handelt sich um eine der ersten Arbeiterwohnsiedlungen in Wien und damit um einen Vorläufer des sozialen Wohnbaus. Für Achleitner ist es ein interessantes Beispiel philanthropischen Bauens in der zweiten Hälfte des 19. Jahrhunderts. Die mittleren drei Häuser gehören nunmehr der St. Elisabeth-Stiftung der Erzdiözese Wien, die hier ein Heim für Mütter und schwangere Frauen in Not betreibt. Das Eckhaus zum Einsiedlerplatz (Nr. 30) beherbergt die Gebietsbetreuung Margareten.
In älterer biographischer Literatur zur Kaiserin kommt auch die Form Carolinäum vor.
Der strenghistoristische Komplex ist rhythmisch aufgebaut, die Eckhäuser und das mittlere Haus (Nr. 26) sind durch aufwändigere Gestaltung hervorgehoben. Als Gestaltungselemente sind Sohlbankgesimse und gerade Fensterverdachungen vorherrschend, die Eckhäuser weisen Nutungen und Doppelfenster auf. Auf Nr. 26 befindet sich oberhalb des Einganges eine Marienfigur in einer Nische, die Fenster in den ersten beiden Obergeschoßen sind pilastergerahmt, diejenigen im zweiten Obergeschoß haben Dreiecksgiebel. Auf Nr. 30 wurde der Fassadenschmuck allerdings abgeschlagen. Zwischen den Häusern 24 und 26 befindet sich eine kleine Kapelle, die aber von der Straße aus nicht sichtbar ist.

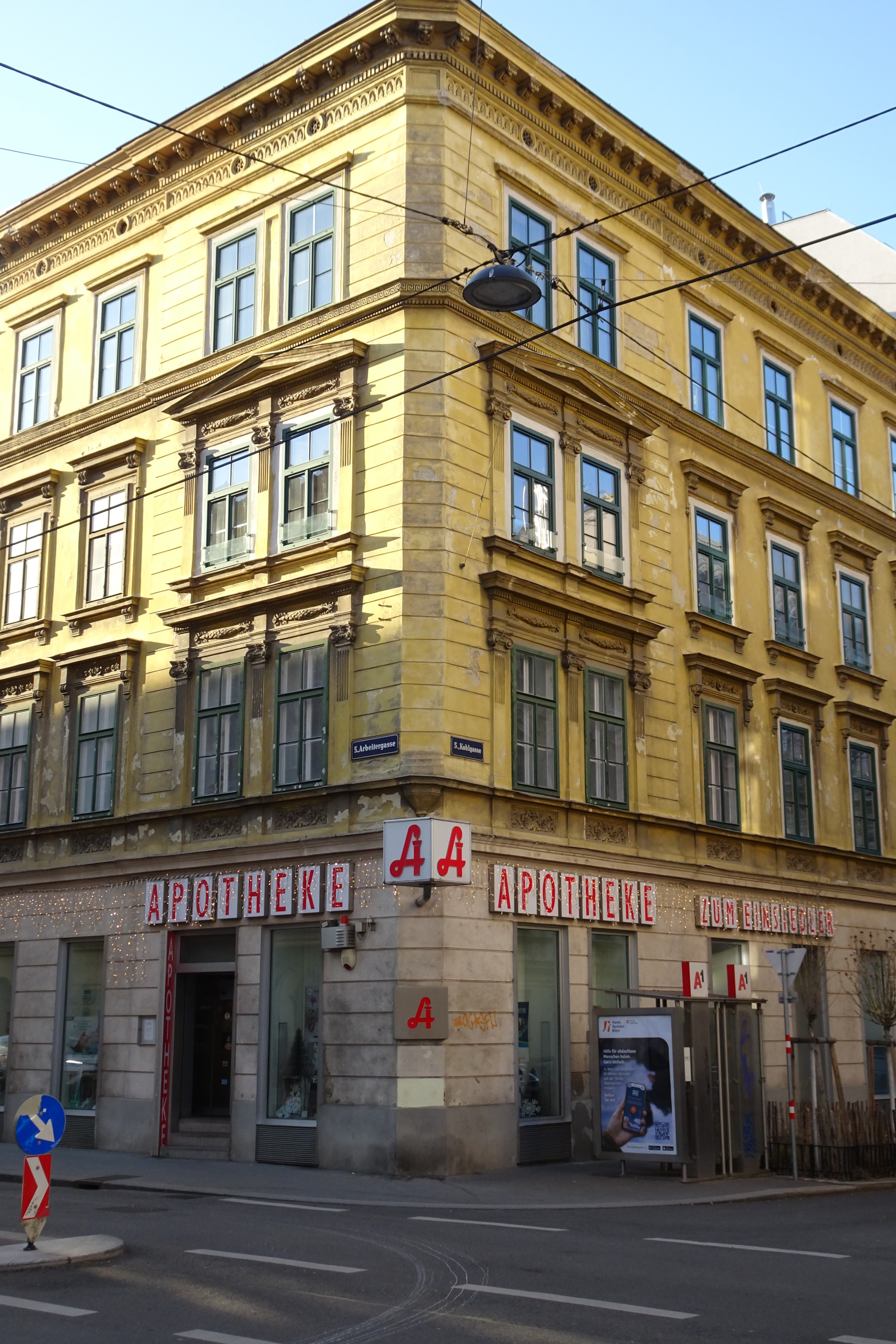
Nr. 22, Eckhaus zur Kohlgasse
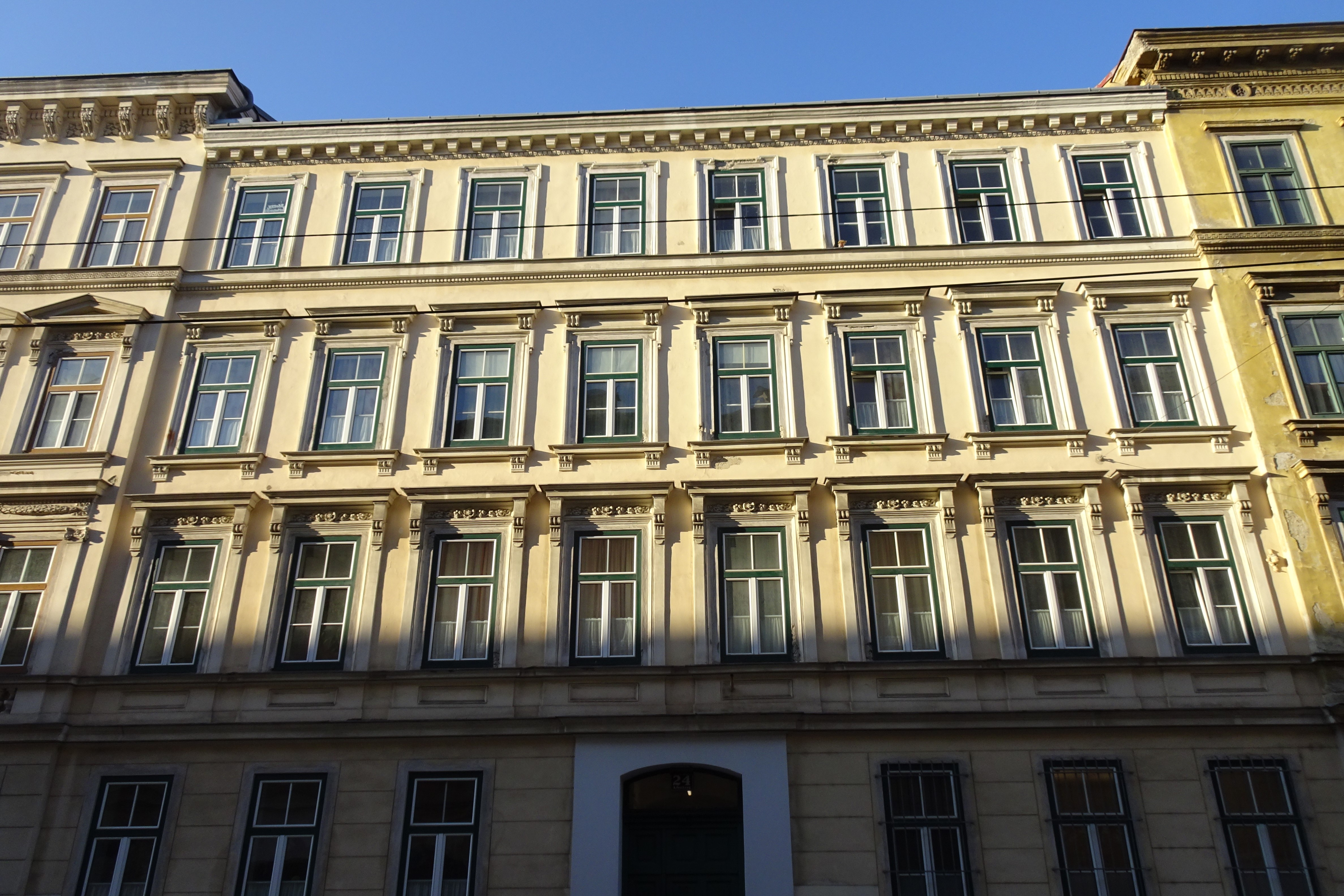
Nr. 24
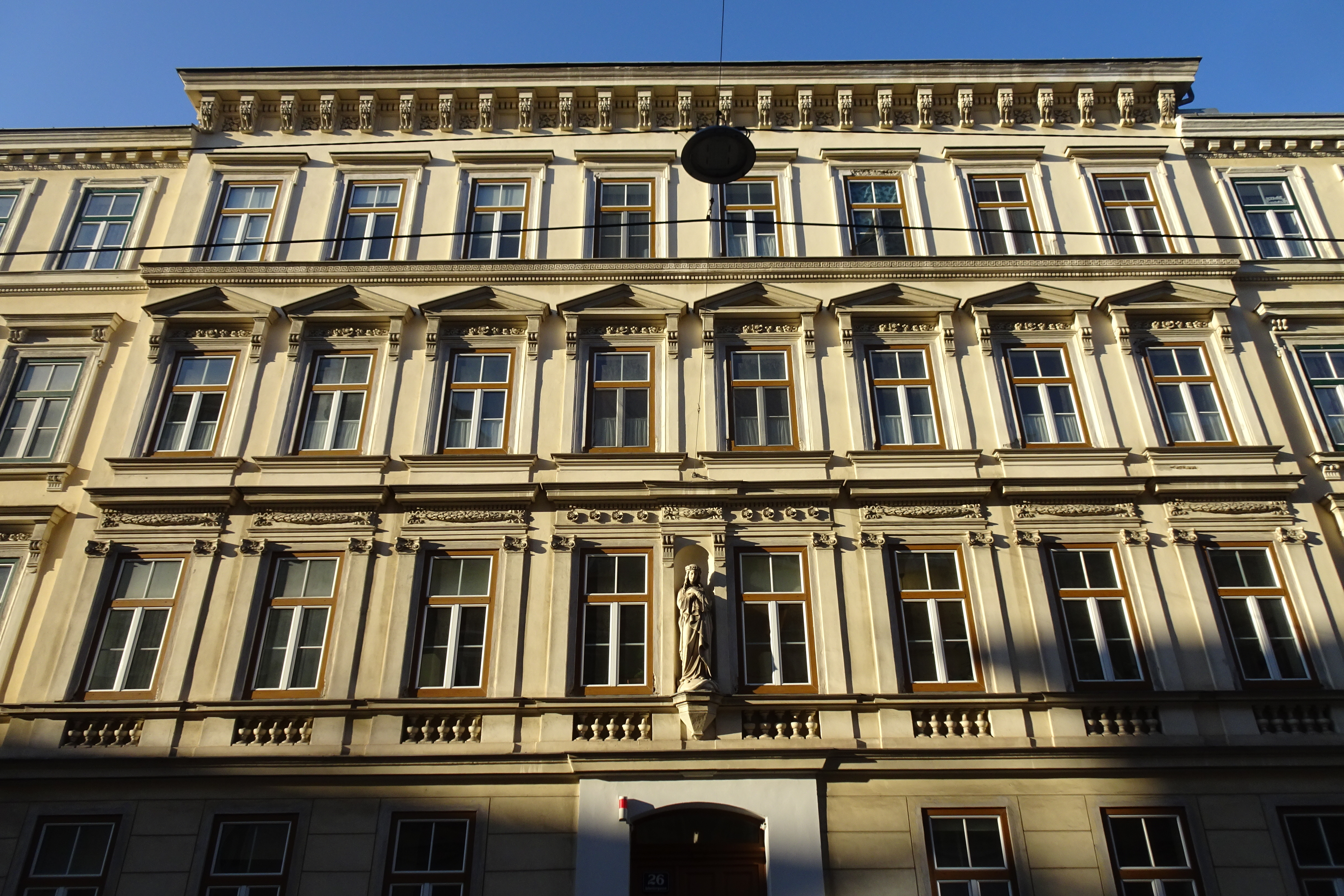
Nr. 26
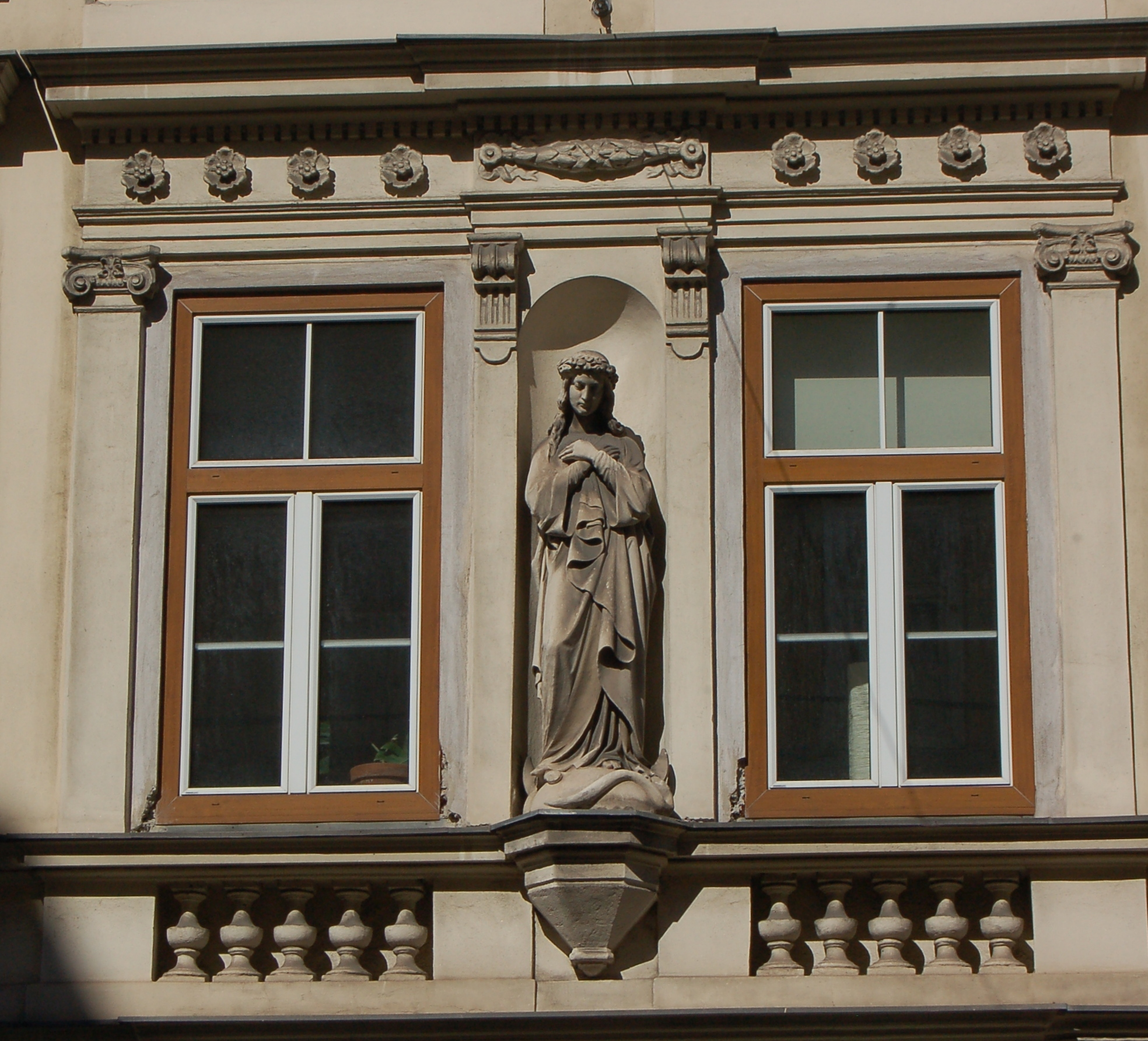
Figur Maria Immaculata über dem Tor von Nr. 26
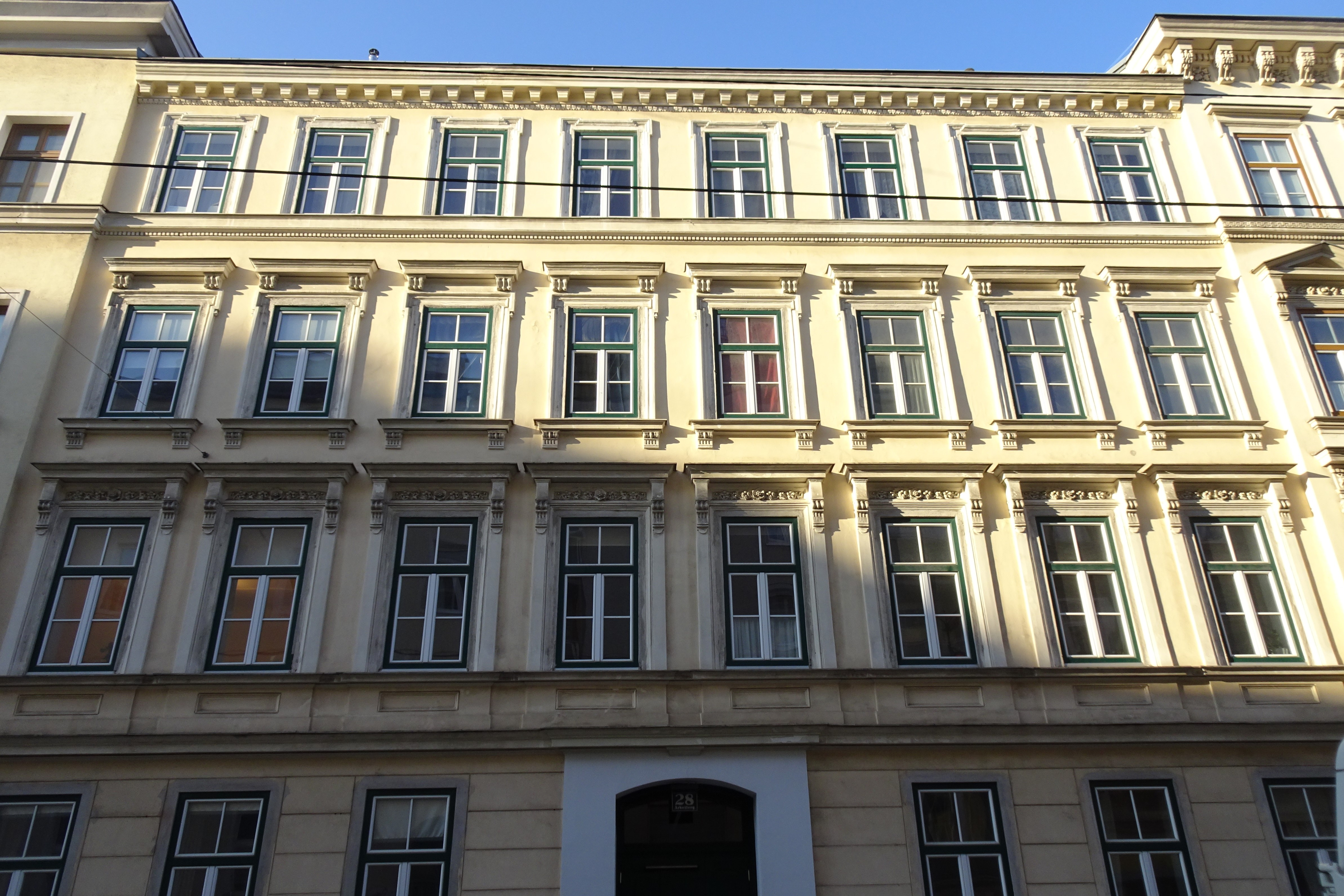
Nr. 28
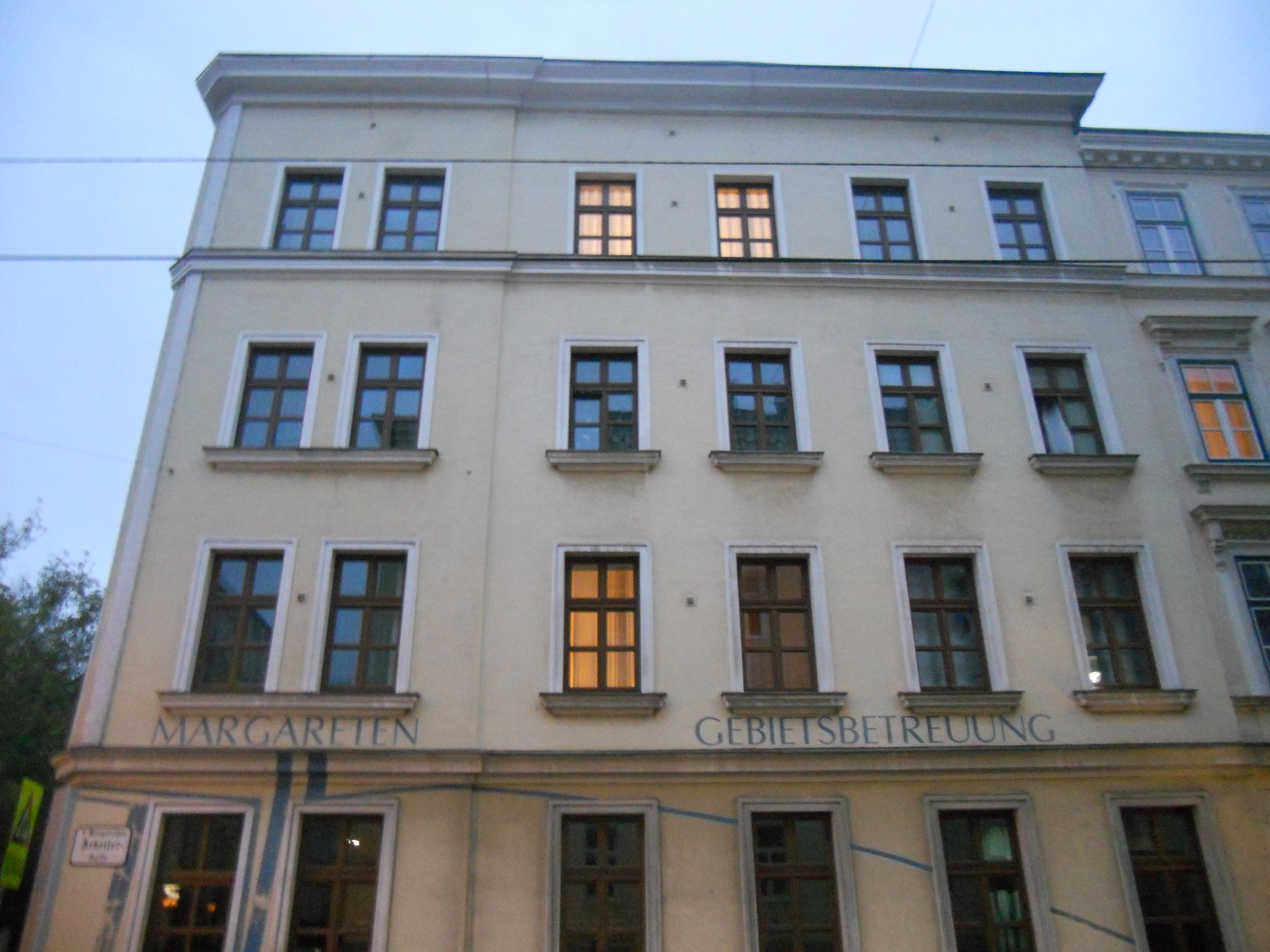
Nr. 30

### Nr. 25
Nr. 25 stammt von Baumeister Johannes Schuster und wurde 1874 erbaut. Die strenghistoristische Fassade ist mit Löwenköpfen, Girlanden, Ranken und Zierkonsolen sehr detailreich.

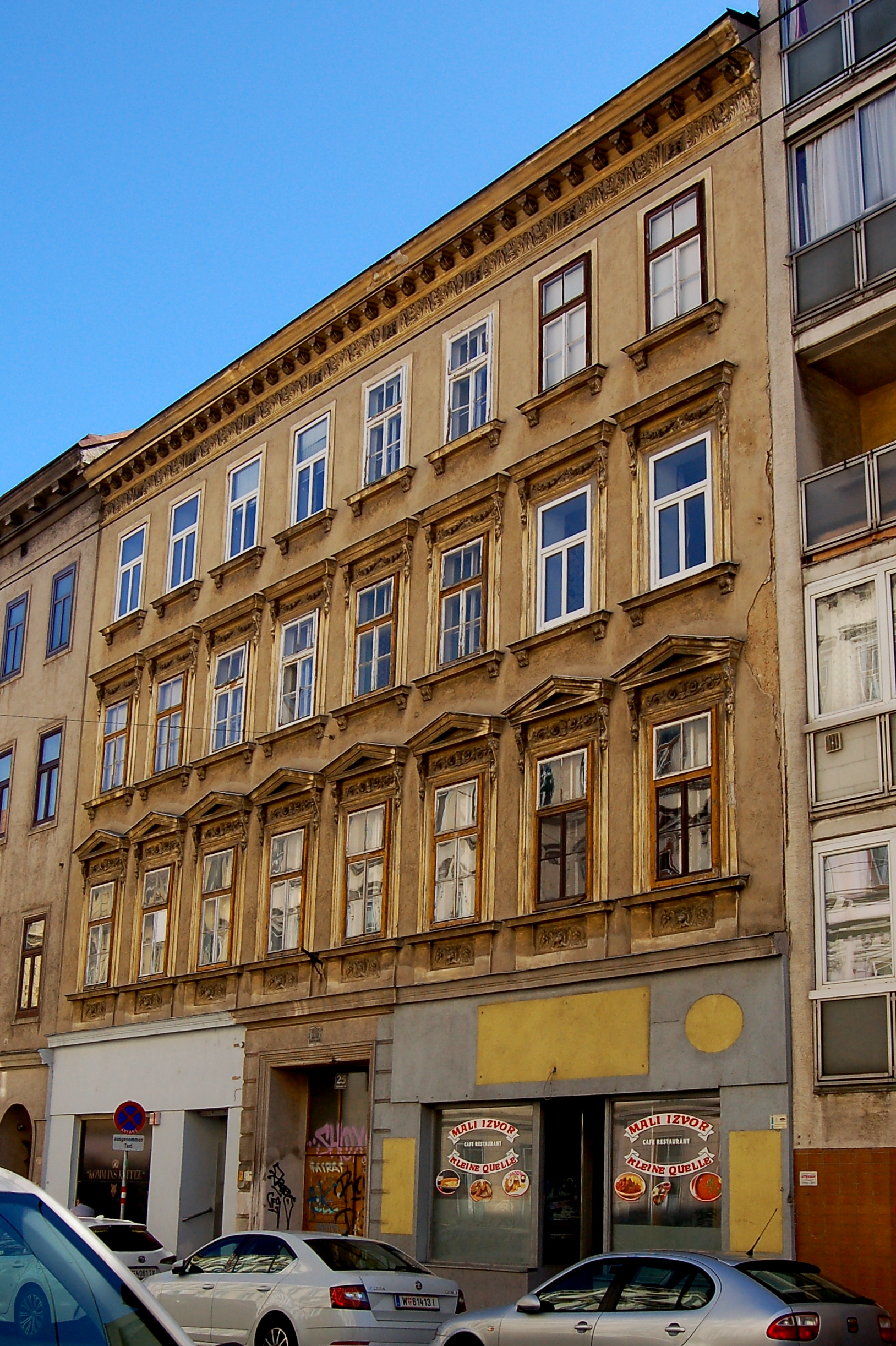
Zinshaus Arbeitergasse 25

### Nr. 40: Sgraffito
Auf dem aus den 1950ern stammenden Eckhaus zur Diehlgasse gibt es ein Sgraffito, das die ehemalige Vorstadt Hundsturm allegorisch darstellt.

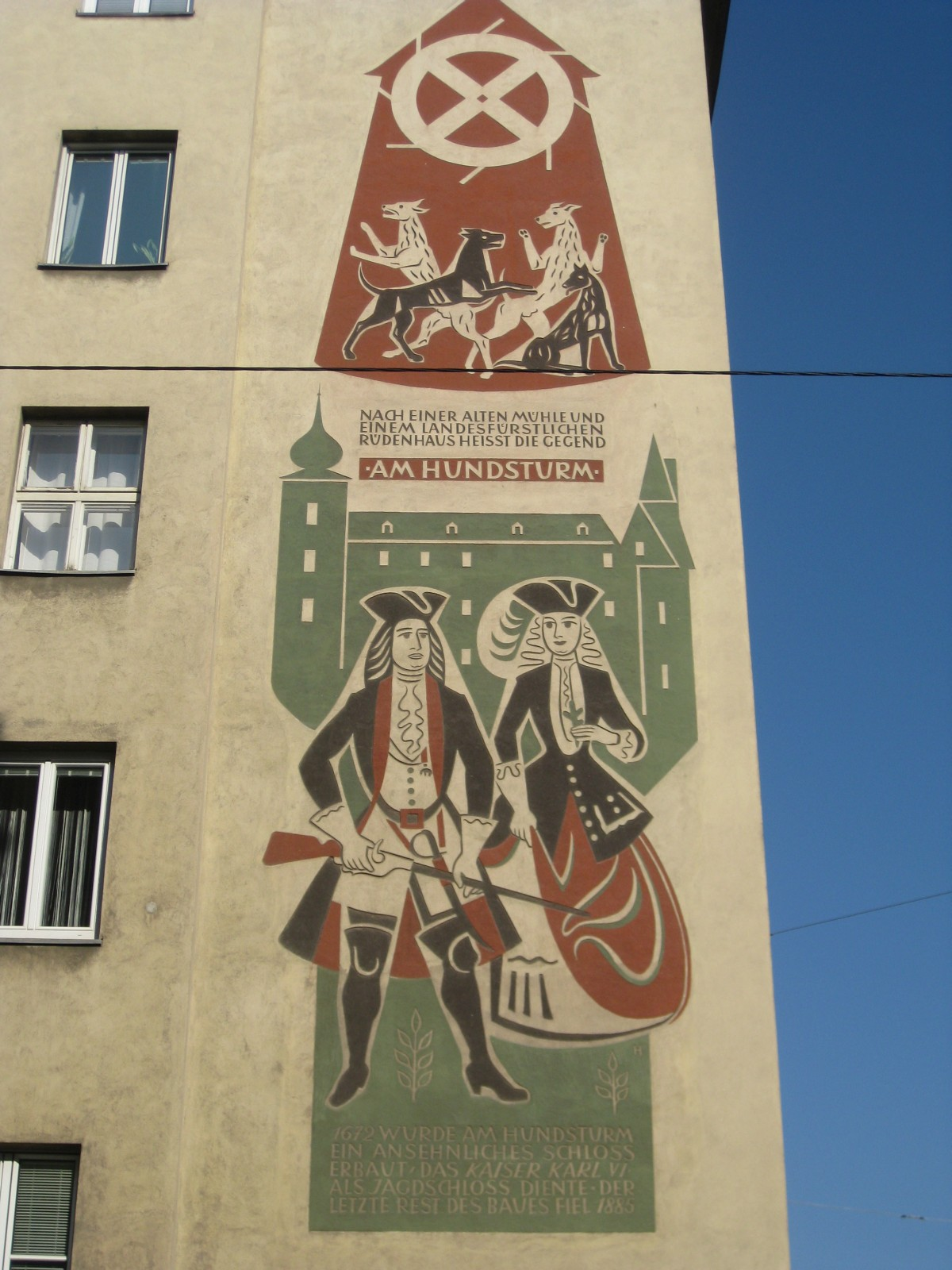
Sgraffito auf Nr. 40

### Nr. 45
Seniorenwohnheim „Haus Margareten“ des Fonds Kuratorium Wiener Pensionisten-Wohnhäuser – Häuser zum Leben

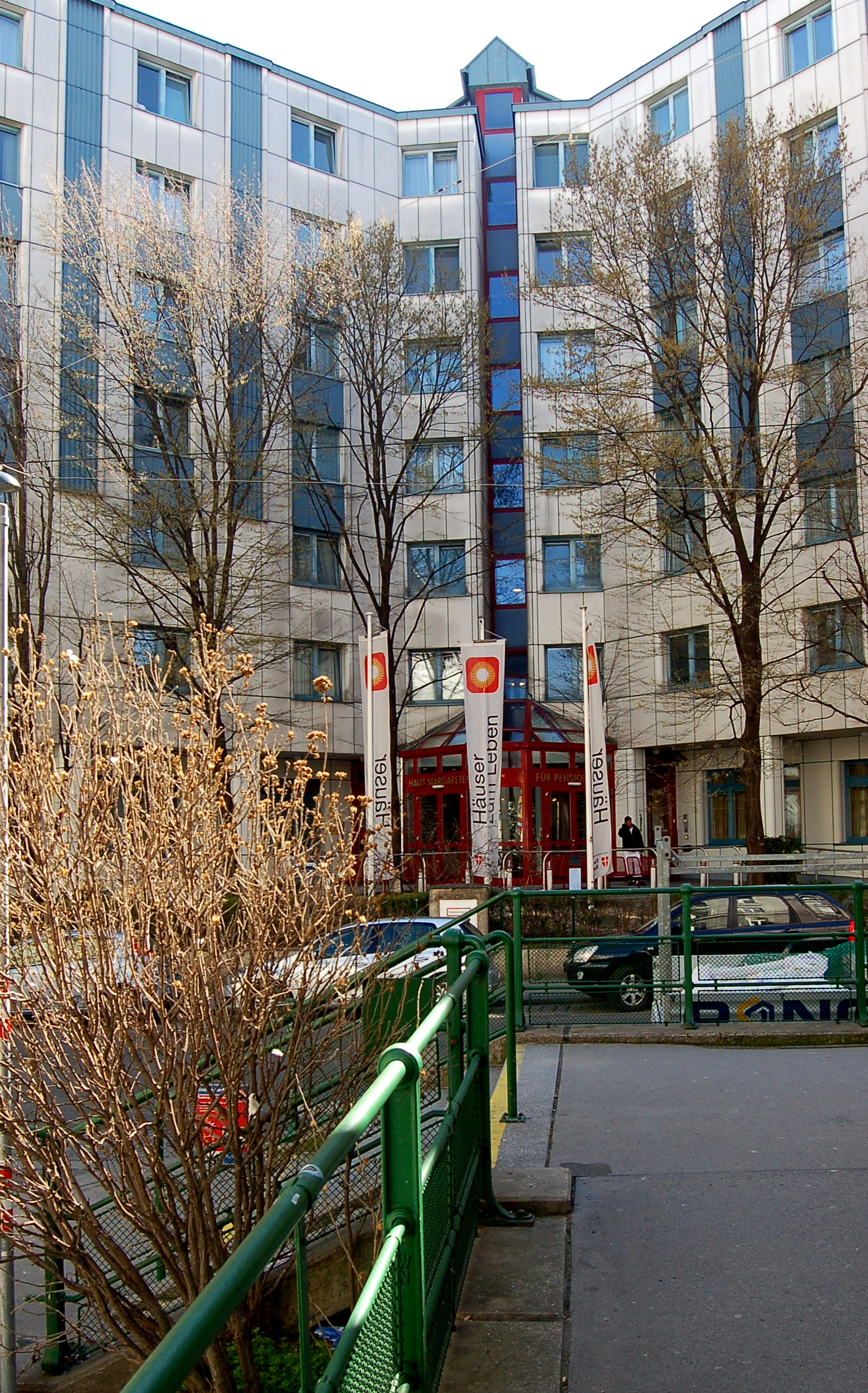
„Haus Margareten“, Arbeitergasse 45

### Nrn. 46, 48 und 50
Schon in Gürtelnähe gibt es an der geraden Seite drei monumentale späthistoristische Wohnhäuser von Alfred Josef Konnerth, jeweils aus 1911/12. Die beiden an Ecke zur Josef-Schwarz-Gasse (Nrn. 48 und 50) sind durch Runderker an den Ecken aufeinander bezogen, wurden aber beide in Folge verändert.

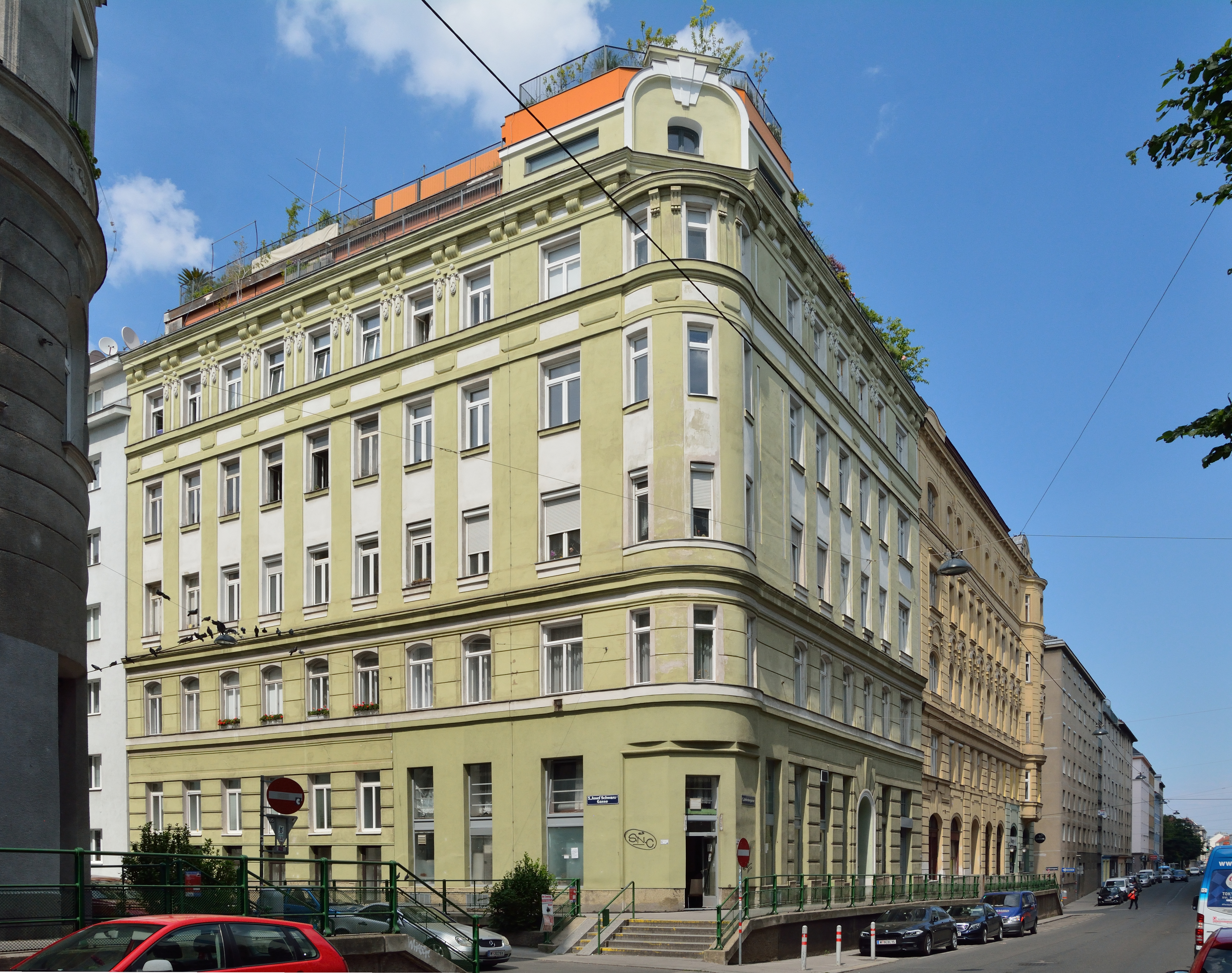
Nr. 48 / Josef-Schwarz-Gasse 2)